# 부베섬
부베섬(노르웨이어: Bouvetøya [bʉˈvèːœʏɑ] 부베외위아[*])은 대서양 남쪽 남극 인근에 위치한 노르웨이령 섬이다. 이 섬은 또한 세계 각 나라의 해외 영토 중 본토에서 제일 멀리 떨어져 있는 섬이다. 프랑스의 탐험가 장바티스트 샤를 부베 데 로지에(Jean-Baptiste Charles Bouvet de Lozier)에 의해 1739년 1월 1일에 발견됐다. 칠레의 이스터섬보다도 더 고립되고 혹독한 섬이다. 이곳 부베섬에 가장 처음 상륙한 인간은 1822년의 포경선 선장 벤저민 모렐(Benjamin Morrell)로 알려졌다. 이후 1825년 영국에서 소유권을 주장하며 리버풀 섬이라는 명칭을 부여하지만, 1927년부터 노르웨이와 분쟁을 거쳐 1929년 11월, 노르웨이의 소유권이 인정된다. 이는 1927년 노르웨이 탐험대원 하랄 호른트베트(Harald Horntvedt) 원정대가 소유권을 주장하기 위해 한달간 머무름으로써 섬에 가장 오래 체류하였기 때문에 섬에 대한 소유권을 주장할 수 있는 계기가 되었다.

## 지리적 특징
부베섬은 화산작용에 의해 만들어진 섬으로, 위는 빙하로 뒤덮여 있다. 위치상으로는 남아프리카 공화국의 남서쪽으로 2,525km 떨어져 있으며 49 제곱킬로미터의 면적이다. 가장 가까운 땅은 남극대륙의 퀸 모드 랜드(Queen Maud Land)로 1,750km 떨어져 있다. 트리스탄다쿠냐 제도의 고흐섬과는 남쪽으로 1,600km 떨어져있으며 가장 가까운 거주지인 남아공의 케이프 아굴라스는 북동쪽으로 2,200km 밖에 있다. 부베섬을 중심으로 1,000마일(약 1,600km) 반경의 원을 그리면, 그 안에는 바다외에는 어떤것도 없다.
섬에서 가장 높은 지형은 화산 울라브토펜봉으로 780m이고, 배가 정박할 수 없는 섬의 지형상 유일하게 헬기로 입도할 수 있는 곳이다. 육지의 90% 이상이 빙하로 물속에 잠겨있고, 섬에 유일하게 거주하는 생명체는 표범과 바닷새와 펭귄이다. 부베섬은 바다표범의 보호구역으로도 유명하지만 풍부한 양의 남극크릴새우 서식지로도 유명하다.
현재 부베 섬은 전화나 전기는 전혀 사용할 수 없고 거주는 물론 연구목적으로도 거주하는 사람은 없다. 노르웨이는 1994년 현장에 머물 수 있는 컨테이너를 설치했다. 하지만 2007년 눈사태에 의해 파괴되었으며 현재는 무인날씨시스템을 설치, 운용중으로 알려졌다.

## 같이 보기
- 스발바르 제도